# Damián Vích
Damián Vích (* 14. August 1998) ist ein tschechischer Langstrecken- und Hindernisläufer.

## Sportliche Laufbahn
Erste internationale Erfahrungen sammelte Damián Vích im Jahr 2019, als er bei den U23-Europameisterschaften in Gävle im Hindernislauf in 9:01,90 min den 14. Platz belegte. Anschließend nahm er an den Crosslauf-Europameisterschaften in Lissabon teil und erreichte dort nach 25:48 min den 25. Platz in der U23-Wertung. 2022 schied er bei den Europameisterschaften in München mit 8:41,43 min im Vorlauf über 3000 m Hindernis aus und im Jahr darauf belegte er bei den World University Games in Chengdu in 8:41,50 min den vierten Platz. 2024 gelangte er bei den Europameisterschaften in Rom mit 8:22,95 min auf den zwölften Platz. Bei den erstmals ausgetragenen Straßenlauf-Europameisterschaften 2025 in Löwen wurde er in 29:18 min 40. im 10-km-Straßenlauf.
In den Jahren von 2020 bis 2022 wurde Vích tschechischer Meister im Hindernislauf sowie 2020 und von 2022 bis 2024 Hallenmeister im 3000-Meter-Lauf.

## Persönliche Bestzeiten
- 3000 Meter: 8:48,56 min, 15. September 2017 in Domažlice
  - 3000 Meter (Halle): 7:53,30 min, 11. Februar 2023 in Metz
- 5-km-Straßenlauf: 13:57 min, 9. Februar 2025 in Monaco
- 10-km-Straßenlauf: 28:21 min, 12. Januar 2025 in Valencia (tschechischer Rekord)
- 3000 m Hindernis: 8:22,95 min, 10. Juni 2024 in Rom